# Viscount Allendale

Wappen der Viscounts Allendale

Viscount Allendale, of Allendale and Hexham in the County of Northumberland, ist ein erblicher britischer Adelstitel in der Peerage of the United Kingdom.

## Verleihung und nachgeordnete Titel
Der Titel wurde am 5. Juli 1911 für den liberalen Politiker Wentworth Beaumont, 2. Baron Allendale geschaffen. Dieser hatte bereits 1907 von seinem Vater den fortan nachgeordneten Titel Baron Allendale, of Allendale and Hexham in the County of Northumberland, geerbt, der diesem am 20. Juli 1906 verliehen worden war.

## Liste der Barone und Viscounts Allendale

### Barons Allendale (1906)
- Wentworth Beaumont, 1. Baron Allendale (1829–1907)
- Wentworth Beaumont, 2. Baron Allendale (1911 zum Viscount Allendale erhoben)

### Viscounts Allendale (1911)
- Wentworth Beaumont, 1. Viscount Allendale (1860–1923)
- Wentworth Beaumont, 2. Viscount Allendale (1890–1956)
- Wentworth Beaumont, 3. Viscount Allendale (1922–2002)
- Wentworth Beaumont, 4. Viscount Allendale (* 1948)

Titelerbe (Heir apparent) ist der Sohn des aktuellen Titelinhabers, Hon. Wentworth Ambrose Ismay Beaumont (* 1979).